# Джанні Амеліо
Джа́нні Аме́ліо (італ. Gianni Amelio; нар. 20 січня 1945, Маджизано, провінція Катандзаро, Італія) — італійський кінорежисер та сценарист. Лауреат численних міжнародних та національних фестивальних та професійних кінонагород .

## Біографія та творчість
Джанні Амеліо народився 20 січня 1945 року в місті Маджизано, провінція Катандзаро в Італії. Незабаром після народження Джанні, його батько емігрував до Аргентини; хлопчик ріс з мамою і бабусею. Відсутність батьківської фігури — один з постійних мотивів у творчості Амеліо. Вивчав філософію в університеті Мессіни, працював у кіножурналах, був активним учасником популярного та масового в 1960-і роки в Італії руху Клубів любителів кіно.
У 1965 році Амеліо переїхав до Рима, де працював оператором і асистентом режисера в 6 фільмах, співпрацюючи з Джанні Пуччіні, Вітторіо де Сетою, Анною Гоббі, Андреа Фрецца і Ліліаною Кавані. Паралельно, з 1967 року, працював на телебаченні, знімаючи документальні фільми та асистуючи Уго Грегоретті, Альфредо Анджелі, Енріко Санніа і Джуліо Парадізі. Брав активну участь в житті Римського Експериментального кіноцентру.
У 1970-х роках Джанні Амеліо знімає низку телепередач для каналу RAI; у цей період держтелебачення надавало простір для діяльності молодим режисерам. Так, для кіносерії «Експериментальні фільми для ТБ» Амеліо знімає у 1970 році «Кінець гри» (La fine del gioco), у 1973 «Сонячне місто» (La città del sole) (про творчість Томмазо Кампанелли), і у 1976 «Бертолуччі, наслідуючи кіно» (Bertolucci secondo il cinema) (про фільм «Двадцяте століття» Бернардо Бертолуччі). Упродовж наступних трьох років Амеліо пробує себе в жанрах трилера («Спецефекти» — Effetti speciali) і джалло («Смерть на роботі» — La morte al lavoro). «Маленький Архімед» (Il piccolo Archimede), знятий у 1979, вважається його найкращим телефільмом. Остання робота Амеліо для телебачення датується 1983 роком, «Вітрильники» (I velieri), знята у рамках кіноциклу «10 італійських письменників, 10 італійських режисерів».
У 1982 році Амеліо дебютує повнометражною кінострічкою «У саме серце» (Colpire al cuore), розгорнувши тему трагедії молодого покоління через стосунки батька та сина. Стрічка демонструвалася на Венеційському кінофестивалі та отримала багато похвальних відгуків — як широкої публіки, так і кінокритиків.
Наступна стрічка режисера «Викрадач дітей» (Il ladrodei bambini, 1982) про молодого поліцейського, якому доручено перепровадити двох дітей, брата і сестру, в сирітський притулок, не тому що вони сироти, а тому що їхні батьки нездатні дати їм любов і гідне життя. Фільм був відзначений Гран-прі Міжнародного кінофестивалю в Каннах.
Створений Джанні Амеліо у 1990 році фільм «Відкриті двері» з Д. М. Волонте в головній ролі отримав премію Серджо Леоне, премію Європейської кіноакадемії як найкращий фільм року та 4 національні кінопремії «Давид ді Донателло». Його «Ламерика» (Lamerica, 1993), про трагедію албанських біженців, отримує премію Італійського національного синдикату кіножурналістів «Срібна стрічка» як найкращий фільм року та чотири нагороди Венеційського міжнародного кінофестивалю, а фільм 1998 року «Так вони сміялися» (Cosi ridevano) — «Золотого лева» Венеційського МКФ (1998).
У 1995 році Джанні Амеліо входив до складу журі основного конкурсу 48-го Каннського міжнародного кінофестивалю, очолюваного Жанною Моро. У 2009—2012 роках був директором Туринського кінофестивалю (Турин, Італія).

## Особисте життя
28 січня 2014 Джанні Амеліо здійснив камінг-аут, зізнавшись у своїй гомосексуальності на сторінках газети La Repubblica.

## Фільмографія
| Рік  |     | Назва українською            | Оригінальна назва              | Режисер | Сценарист |
| ---- | --- | ---------------------------- | ------------------------------ | ------- | --------- |
| 1971 | к/м | Кінець гри                   | La fine del gioco              | Так     |           |
| 1973 | к/м | Місто Сонця                  | La citta del sole              | Так     |           |
| 1978 | к/м | Бертолуччі з точки зору кіно | Bertolucci secondo il cinema   | Так     |           |
| 1978 | к/м | Смерть на роботі             | La mortc al lavoro             | Так     |           |
| 1978 | к/м | Спеціальні ефекти            | Glieffettispeciali             | Так     |           |
| 1979 | к/м | Маленький Архімед            | II piccolo Archimede           | Так     |           |
| 1982 |     | Удар в серце                 | Colpire al cuore               | Так     | Так       |
| 1989 |     | Дівчата з вулиці Панісперна  | I ragazzi di via Panisperna    | Так     | Так       |
| 1990 |     | Відкриті двері               | Porte aperte                   | Так     | Так       |
| 1992 |     | Викрадач дітей               | Il ladro di bambini            | Так     | Так       |
| 1993 |     | Ламерика                     | Lamerica                       | Так     | Так       |
| 1998 |     | Так вони сміялися            | Così ridevano                  | Так     | Так       |
| 2004 |     | Ключі від будинку            | Le chiavi di casa              | Так     | Так       |
| 2006 |     | Загублена зірка              | La stella che non c'è          | Так     | Так       |
| 2011 |     | Перша людина                 | Le premier homme               | Так     | Так       |
| 2013 |     | Самотній герой               | L'intrepido                    | Так     | Так       |
| 2014 |     | Щасливий бути іншим          | Felice chi è diverso           | Так     |           |
| 2016 |     |                              | La tentazione di essere felice | Так     | Так       |
| 2017 |     | Ніжність                     | La tenerezza                   | Так     | Так       |

## Визнання
Загалом Джанні Амеліо здобув близько 60 фестивальних та професійних кінонагород та майже 30 номінацій.
| Рік                                               | Категорія                                                     | Фільм                                  | Результат |
| ------------------------------------------------- | ------------------------------------------------------------- | -------------------------------------- | --------- |
| Міжнародний кінофестиваль у Локарно               |                                                               |                                        |           |
| 1978                                              | Приз ФІПРЕССІ                                                 | Смерть на роботі                       | Перемога  |
| Венеційський міжнародний кінофестиваль            |                                                               |                                        |           |
| 1982                                              | Золотий лев                                                   | Удар в серце                           | Номінація |
| 1994                                              | Золотий лев                                                   | Ламерика                               | Номінація |
| 1994                                              | Премія Пазінетті за найкращий фільм                           | Ламерика                               | Перемога  |
| 1994                                              | Премія Золота Озелла найкращому режисерові                    | Ламерика                               | Номінація |
| 1994                                              | Приз Міжнародної конфедерації художнього кіно (C.I.C.A.E.)    | Ламерика                               | Перемога  |
| 1994                                              | Приз Міжнародної Католицької організації в царині кіно (OCIC) | Ламерика                               | Перемога  |
| 1998                                              | Золотий лев                                                   | Так вони сміялися                      | Перемога  |
| 1998                                              | Премія Серджо Тразатті — Спеціальна згадка                    | Так вони сміялися                      | Перемога  |
| 2004                                              | Золотий лев                                                   | Ключі від будинку                      | Номінація |
| 2004                                              | Премія Пазінетті за найкращий фільм                           | Ключі від будинку                      | Перемога  |
| 2004                                              | Премія Серджо Тразатті                                        | Ключі від будинку                      | Перемога  |
| 2004                                              | Нагорода CinemAvvenire за найкращий фільм у конкурсі          | Ключі від будинку                      | Перемога  |
| 2006                                              | Золотий лев                                                   | Загублена зірка                        | Номінація |
| 2012                                              | Премія П'єтро Б'янкі                                          | Премія П'єтро Б'янкі                   | Перемога  |
| 2013                                              | Золотий лев                                                   | Самотній герой                         | Номінація |
| 2013                                              | Премія Чарівний ліхтар                                        | Самотній герой                         | Перемога  |
| 2013                                              | Премія Фонду Міммо Ротелла                                    | Самотній герой                         | Перемога  |
| Премія «Давид ді Донателло»                       |                                                               |                                        |           |
| 1983                                              | Найкращий режисер                                             | Удар в серце                           | Номінація |
| 1990                                              | Найкращий режисер                                             | Відкриті двері                         | Номінація |
| 1990                                              | Найкращий сценарій                                            | Відкриті двері                         | Номінація |
| 1992                                              | Найкращий режисер                                             | Викрадач дітей                         | Перемога  |
| 1992                                              | Найкращий сценарій                                            | Викрадач дітей                         | Номінація |
| 1995                                              | Найкращий режисер                                             | Ламерика                               | Номінація |
| 2005                                              | Найкращий фільм                                               | Ключі від будинку                      | Номінація |
| 2005                                              | Найкращий режисер                                             | Ключі від будинку                      | Номінація |
| 2005                                              | Найкращий сценарій                                            | Ключі від будинку                      | Номінація |
| 2018                                              | Найкращий фільм                                               | Ніжність                               | Номінація |
| 2018                                              | Найкращий режисер                                             | Ніжність                               | Номінація |
| 2018                                              | Найкращий адаптований сценарій                                | Ніжність (спільно з Альберто Таральйо) | Номінація |
| Італійський національний синдикат кіножурналістів |                                                               |                                        |           |
| 1983                                              | «Срібна стрічка» за найкращий оригінальний сюжет              | Удар в серце                           | Перемога  |
| 1991                                              | «Срібна стрічка» за найкращу режисерську роботу               | Відкриті двері                         | Перемога  |
| 1991                                              | «Срібна стрічка» за найкращий сценарій                        | Відкриті двері                         | Номінація |
| 1993                                              | «Срібна стрічка» за найкращу режисерську роботу               | Викрадач дітей                         | Перемога  |
| 1993                                              | «Срібна стрічка» за найкращий сценарій                        | Викрадач дітей                         | Перемога  |
| 1995                                              | «Срібна стрічка» за найкращу режисерську роботу               | Ламерика                               | Перемога  |
| 1995                                              | «Срібна стрічка» за найкращий сценарій                        | Ламерика                               | Номінація |
| 1995                                              | «Срібна стрічка» за найкращий оригінальний сценарій           | Ламерика                               | Номінація |
| 1999                                              | «Срібна стрічка» за найкращу режисерську роботу               | Так вони сміялися                      | Номінація |
| 1999                                              | «Срібна стрічка» за найкращий сценарій                        | Так вони сміялися                      | Номінація |
| 2005                                              | «Срібна стрічка» за найкращу режисерську роботу               | Ключі від будинку                      | Перемога  |
| 2005                                              | «Срібна стрічка» за найкращий сценарій                        | Ключі від будинку                      | Номінація |
| Каннський міжнародний кінофестиваль               |                                                               |                                        |           |
| 1992                                              | Золота пальмова гілка                                         | Викрадач дітей                         | Номінація |
| 1992                                              | Гран-прі журі                                                 | Викрадач дітей                         | Перемога  |
| 1992                                              | Приз екуменічного журі                                        | Викрадач дітей                         | Перемога  |
| Премія Золотий глобус (Італія)                    |                                                               |                                        |           |
| 1990                                              | Найкращий фільм                                               | Відкриті двері                         | Перемога  |
| 1990                                              | Найкращий сценарій                                            | Відкриті двері                         | Перемога  |
| 1992                                              | Найкращий фільм                                               | Викрадач дітей                         | Номінація |
| 2005                                              | Найкращий фільм                                               | Ключі від будинку                      | Номінація |
| Премія «Гойя»                                     |                                                               |                                        |           |
| 1996                                              | Найкращий європейський фільм                                  | Ламерика                               | Перемога  |
| Премія «Боділ»                                    |                                                               |                                        |           |
| 1996                                              | Найкращий не-американський фільм                              | Ламерика                               | Перемога  |